# بيتر دبليو. ماركس
بيتر دبليو. ماركس (بالألمانية: Peter W. Marx)‏ هو مختص في الدراسات المسرحية ‏ ألماني، ولد في 7 يوليو 1973 في ليمبورغ آن در لان في ألمانيا.